# Nauru
Nauru és una república insular d'Oceania situada a la part meridional de l'oceà Pacífic, al sud de les illes Marshall. És un dels estats independents més petits del món, tant pel que fa a la població (13.650 habitants el 2017) com a la superfície (21,30 km²), i és la república més petita i poc poblada que existeix. Alhora, és el país més petit fora d'Europa.

## Història
Els esdeveniments anteriors a la seva colonització a finals del segle xix són poc coneguts per falta de fonts escrites i la gairebé absència de dades arqueològiques. Els fets posteriors estan estretament vinculats a la història de la seva única riquesa: el fosfat. Probablement va ser poblada inicialment per melanesis i micronesis. Va patir una segona onada de migració amb pobladors procedents del litoral xinès que van arribar a l'illa passant per les Filipines al voltant de l'any 1200 aC. L'illa va ser descoberta per als europeus pel capità britànic John Fearn. Va ser colonitzada i va passar sota poder de diversos països, Alemanya el 1888 com a part de la Nova Guinea Alemanya, Austràlia el 1920, Japó entre 1942 i 1945 i de nou Austràlia el 1947 després de la Segona Guerra Mundial. Nauru va aconseguir la seva independència d'Austràlia el 1968 i va ser acceptada com a membre de l'Organització de les Nacions Unides el 1999.
Illa abans fèrtil, plena de plantacions de palmeres de coco i de taro, l'elit va trobar una font d'ingressos en la mineria de fosfats que va començar al segle xix. La prosperitat provenia de la gran quantitat de dipòsits de fosfats d'origen marítim que hi havia a l'illa. Els fosfats són usats com a fertilitzant arreu del món i la majoria s'exportaven a Austràlia. Un cop exhaurits tots els fosfats, les zones on es varen extreure romanen com a zones degradades, plenes d'agulles calcàries, de molt difícil recuperació.
Nauru s'encara a un futur incert. A la dècada de 1990, va provar d'aconseguir noves fonts d'ingressos postulant-se com a paradís fiscal, però això es va acabar el juliol del 2004.

## Geografia

Mapa de Nauru

Nauru és una petita illa de fosfat envoltada d'un escull que queda exposat amb la marea baixa a l'oest de l'oceà Pacífic, al sud de les illes Marshall. La major part de la població viu en un estret cinturó costaner. Una plana central cobreix aproximadament el 45% del territori i s'eleva uns 65 metres sobre el nivell del mar. Té una petita llacuna al sud-oest de l'illa anomenada llacuna de Buada.
L'extracció intensiva de fosfat per part d'empreses angleses ha afectat enormement l'ecosistema de Nauru, deixant el 90% de la part central de l'illa no cultivable, a més de limitar els recursos que té el país.
Nauru era una de tres grans illes de fosfat en l'oceà Pacífic —les altres són Banaba, a Kiribati, i Makatea a la Polinèsia Francesa—, però les reserves de fosfat gairebé estan esgotades després de devastar el 80% de l'illa, deixant un terreny estèril de pinacles dentats de calcària de fins a 15 metres d'altitud. La mineria també ha tingut impacte sobre la vida marítima que s'ha vist reduïda en un 40%.

### Clima
El clima de Nauru és càlid i molt humit durant tot l'any a causa de la seva proximitat a l'equador i l'oceà. Nauru és afectada per les pluges monsòniques entre novembre i febrer, però poques vegades té ciclons. Les precipitacions anuals són molt variables i estan influïdes per El Niño-Oscil·lació del Sud, amb diverses sequeres significatives registrades. La temperatura a Nauru oscil·la entre els 30 i els 35 °C durant el dia i és bastant estable a uns 25 °C a la nit.
Les rieres i els rius no existeixen a Nauru. L’aigua es recull pels sistemes de captació al terrat dels edificis. Els illencs depenen majoritàriament de tres plantes dessalinitzadores allotjades a l'Agència de Serveis Públics de Nauru (Nauru's Utilities Agency).

### Ecologia

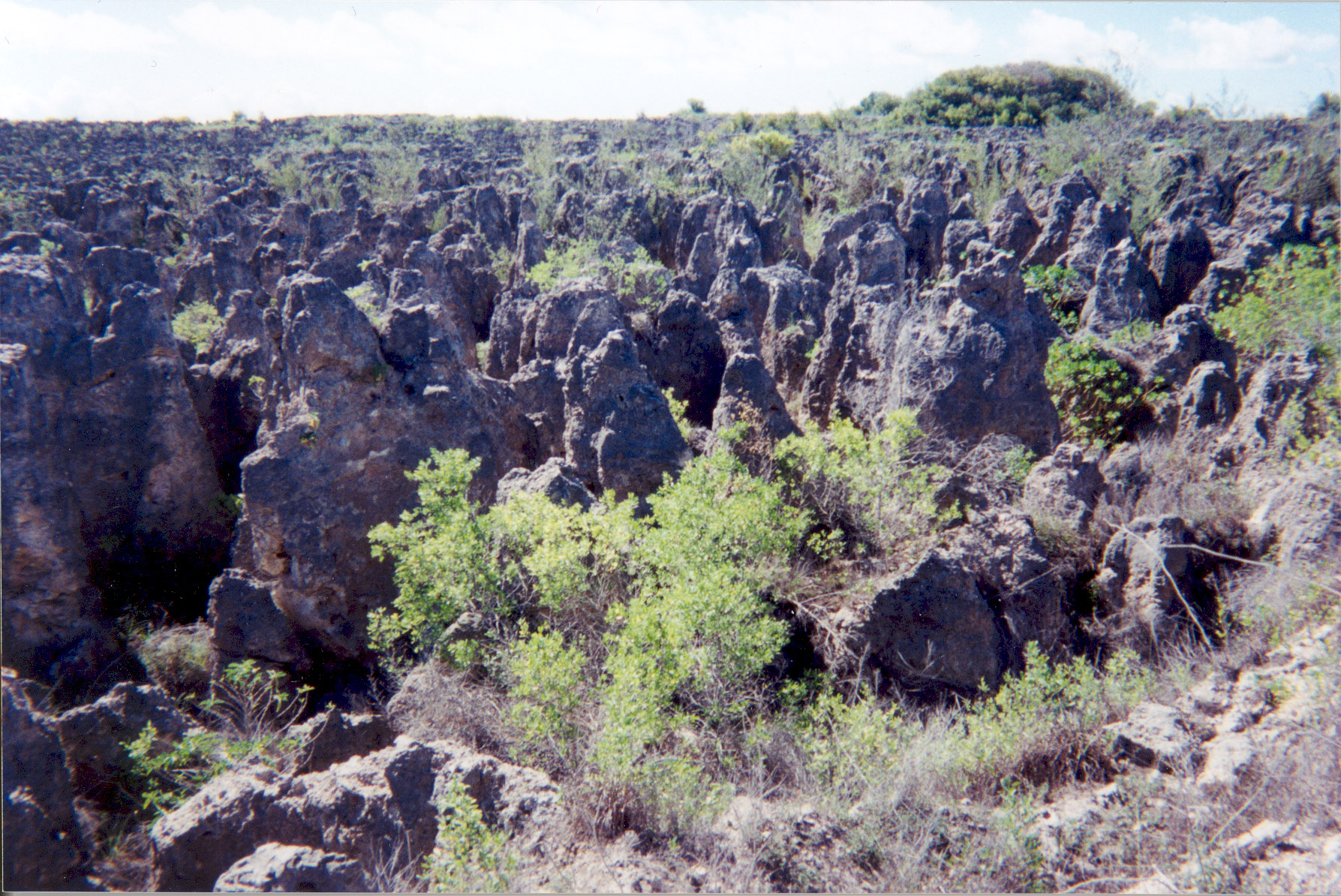
Catàstrofe ecològica a Nauru. Estat en què quedaren les terres abans fèrtils de l'illa després de l'extracció de fosfats

La fauna és escassa a l’illa a causa de la manca de vegetació i de les conseqüències de la mineria de fosfats. Moltes aus autòctones han desaparegut o s'han fet rares a causa de la destrucció del seu hàbitat. Hi ha unes 60 espècies de plantes vasculars registrades originàries de l’illa, cap de les quals és endèmica. La cria de cocos, la mineria i les espècies introduïdes han pertorbat greument la vegetació autòctona.
No hi ha mamífers terrestres autòctons, però hi ha insectes autòctons, crancs terrestres i ocells, inclosa l'endèmica boscarla de Nauru. La rata polinesiana, els gats, els gossos, els porcs i les gallines han estat introduïdes a Nauru des dels vaixells. La diversitat de la vida marina dels esculls fa que la pesca sigui una activitat popular per als turistes de l’illa. També són populars el busseig i el snorkel.

## Política
Nauru és una república parlamentària. El parlament, que consta de 19 membres i és elegit per sufragi cada tres anys, tria un president entre els seus membres, qui designa al seu torn un gabinet d'entre cinc i sis ministres. El president és alhora cap de l'estat i del govern. Hi ha un sistema multipartidista encara que amb poques diferències en les seves organitzacions. Els principals partits són el Nauru First (únic partit formal del país), el Democratic Party, el Centre Party i el Partit Republicà de Nauru.

## Economia
L'illa va obtenir la independència d'Austràlia el 1968. Arran de la bancarrota econòmica del 2003, l'illa va patir un període d'inestabilitat política amb sis canvis de govern en un any.
Nauru és un exemple de país que malversa els fons i degrada severament el mateix territori després de seguir polítiques a curt termini sense visió de futur per al país i la societat que l'habita.

## Població
Nauru comptava amb 10.670 residents a juliol de 2018. La població anteriorment era superior, però el 2006 1.500 persones van abandonar l'illa durant una repatriació de treballadors immigrants de Kiribati i Tuvalu. La repatriació va ser motivada per importants acomiadaments en l'explotació de fosfats.

## Cultura

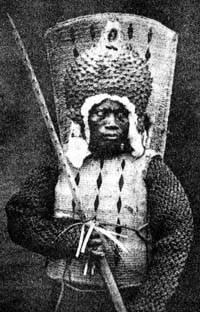
Guerrer de Nauru a la dècada de 1880.

Els nauruans, aïllats durant molt de temps del món exterior, han desenvolupat la seva pròpia mitologia i llengua. Han desenvolupat jocs de corda, tècniques de pesca i caça molt sofisticades. Els balls i les cançons són una part important de la cultura.
Aquesta cultura tradicional s'ha vist alterada per les colonitzacions successives, l'evangelització, la industrialització i l'entrada a la societat de consum. Els primers missioners, protestants i catòlics, que van arribar a principis del segle xx, van convertir tots els indígenes i van pressionar perquè s'abandonessin els cultes tradicionals i certes pràctiques socials. Alhora, es van proposar recollir certs elements d'aquesta cultura, assentant les bases per al seu estudi acadèmic i formant les primeres elits locals familiaritzades amb el món occidental, que esdevindrien els pares de la independència de Nauru.
Les diferents empreses que es van succeir a l'explotació de les mines de fosfat de Nauru gestionaven biblioteques i escoles per als seus empleats estrangers; australians, xinesos i illencs del Pacífic, però en general no s'interessaven pels nauruans que no estaven integrats al sistema econòmic. A l'època colonial, la recepció dels treballadors immigrants es fa de manera que tenen poca interacció amb els nauruans. Viuen en un barri separat i estan subjectes al toc de queda. Austràlia, que va escombrar la colònia alemanya en 1914 i va administrar l'illa fins a 1968 (excepte durant el període japonès de 1942-45), manté l'antic estatus metropolità de Nauru. Va ser aquí on diverses generacions de nauruans van cursar estudis superiors. En tornar, van introduir molts elements de la cultura australiana, inclòs el joc del futbol australià. En el moment de la independència, l'Estat, amb els diners dels fosfats, va gastar abundantment, fins i tot a educació, pagant l'educació de les seves elits a l'estranger, però es va fer poc per preservar i difondre la cultura endògena de Nauru.
Els nauruans descendeixen dels polinesis i micronesis, els quals creien en la deessa Eijebong i l'esperit de la terra anomenat Buitani. Dues de les dotze tribus originals es van extingir al segle xx: en l'actualitat, el 26 d'octubre se celebra el dia d'Angam, que celebra la recuperació de la població de Nauru després de les guerres mundials que van reduir a la població indígena a menys de 1500 habitants. Algunes tradicions, en relació per exemple amb la música, l'art i la pesca, es mantenen vigents entre els habitants, però el desplaçament de la seva cultura per tradicions foranes és palpable.
No hi ha publicacions escrites de notícies diàries, sinó cada quinze dies; i butlletins. Hi ha un canal de televisió, Nauru Television (NTV), que retransmet programes des de Nova Zelanda, i una emissora de ràdio no comercial, Radio Nauru, que emet programes de Ràdio Austràlia i la BBC. Totes dues són de titularitat estatal.

### Festivitats

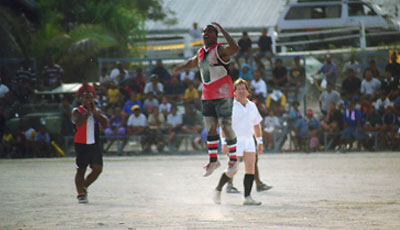
Futbol australià al Linkbelt Oval, l'únic estadi de Nauru.

| Data           | Nom                         |
| -------------- | --------------------------- |
| 1 de gener     | Any nou                     |
| 31 de gener    | Festa de la Independència   |
| 17 de maig     | Dia de la constitució       |
| 25 de setembre | Dia Nacional de la Joventut |
| 26 d'octubre   | Dia d'Angam                 |
| 1 de novembre  | Tots els sants              |
| 25 de desembre | Nadal                       |
| 26 de desembre | Boxing Day                  |